# Perlentaucher
Perlentaucher est un magazine allemand en ligne fondé et publié par Anja Seeliger et Thierry Chervel depuis le 15 mars 2000.  
Le magazine se présente comme un magazine culturel, avec un accent principal sur la culture allemande et le feuilleton. Le magazine publie un aperçu quotidien des critiques de livres publiées dans les principaux journaux allemands. Avec plus de 500 000 visites par mois, Perlentaucher prétend être le plus grand magazine culturel d'Allemagne.    
En 2003, Perlentaucher a reçu le prix Grimme pour le journalisme en ligne, le jury l'appelant le « journal des journaux unique en son genre ».   
Un autre magazine en ligne dirigé par Perlentaucher Medien était le signandsight.com publié en anglais,. Signandsight est publié pour la première fois en 2005, avec un condensé d'articles sur des sujets culturels européens. Le projet est abandonné en mars 2012 en raison du "climat économique" actuellement défavorable. 
Le magazine Perlentaucher coopère également avec le site Web Salon géré par l'organisation slovaque Project Forum. 